# 甘州
甘州（かんしゅう）は、中国にかつて存在した州。南北朝時代から清代にかけて、現在の甘粛省張掖市一帯に設置された。

## 魏晋南北朝時代
西魏により西涼州が設置された。554年（廃帝3年）、西涼州は甘州と改称された。

## 隋代
隋初には、甘州は2郡7県を管轄した。583年（開皇3年）、隋が郡制を廃すると、甘州の属郡は廃止された。607年（大業3年）、郡制施行に伴い張掖郡と改称され、下部に3県を管轄した。隋代の行政区分に関しては下表を参照。
| 州 | 甘州                               | 甘州          | 郡 | 張掖郡               |
| 郡 | 張掖郡                             | 酒泉郡        | 県 | 張掖県 刪丹県 福禄県 |
| 県 | 張掖県 刪丹県 蘭池県 万歳県 仙提県 | 福禄県 楽涫県 | 県 | 張掖県 刪丹県 福禄県 |

## 唐代
619年（武徳2年）、唐が李軌を平定すると、張掖郡は甘州と改められた。742年（天宝元年）、甘州は張掖郡と改称された。758年（乾元元年）、張掖郡は甘州と改称された。甘州は河西道に属し、張掖・刪丹の2県を管轄した。安史の乱以後、甘州は吐蕃に占領されて、その統治を受けた。849年（大中3年）、帰義軍が甘州を奪回した。886年（光啓2年）、河西ウイグルが甘州を占拠し、甘州ウイグル王国が建てられた。

## 宋代・西夏
1028年（天聖6年）、李元昊が甘州を陥落させた。1036年（大慶元年）に甘州は鎮夷郡と改められ、さらに西夏により宣化府と改められた。

## 元代
1226年（太祖21年）、モンゴル帝国が宣化府を陥落させたが、宣化府は甘州の称にもどされた。1264年（至元元年）、甘粛路総管府が置かれた。1271年（至元8年）、甘州路総管府と改められた。1281年（至元18年）、甘粛等処行中書省が立てられて、甘州路はこれに属した。

## 明代
明のとき、甘州左衛・甘州右衛・甘州中衛・甘州前衛・甘州後衛が置かれた。

## 清代以降
1724年（雍正2年）、清により甘州府が置かれた。甘州府は甘粛省に属し、張掖・山丹の2県と撫彝庁を管轄した。
1913年、中華民国により甘州府は廃止された。